# Beriu
Beriu – wieś w Rumunii, w okręgu Hunedoara, w gminie Beriu. W 2011 roku liczyła 666 mieszkańców.